# How to Let Go of the World (and Love All the Things Climate Can't Change)
Pour plus de détails, voir Fiche technique et Distribution.
How to Let Go of the World (and Love All the Things Climate Can't Change) est un film documentaire américain écrit et réalisé par Josh Fox et sorti en 2016.
Le film présente le point de vue personnel du réalisateur sur le changement climatique dans douze pays des six continents ainsi que le témoignage de nombreuses personnalités notables, telles que Bill McKibben, Michael Mann, Van Jones, the Pacific Climate Warriors ou encore Elizabeth Kolbert.

## Fiche technique
- Dates de sortie : 
  - États-Unis : 23 janvier 2016 (Festival du film de Sundance)

## Distribution
- Tim DeChristopher (en)
- Lester Brown
- Ella Chou
- Wu Di
- Aria Doe
- Josh Fox
- Eriberto Gualinga
- Franco Tulio Viteri Gualinga
- Nina Gualinga
- Youming Huang
- Ausberto Mahua Jaba
- Bri Jackson
- Van Jones
- Huayna Kapac
- Elizabeth Kolbert
- Milan Loeak
- Mika Maiava
- Michael E. Mann
- Bill McKibben
- Ander Ordonez Mozombite
- Joe Mwitumwa
- Paul Nalau
- Isso Nihmei
- Mike Rodriguez
- Petra Tschakert
- Vanuatu

Les qualifications et actions des différentes personnalités présentes dans le film sont présentées sur la page web 'howtoletgomovie.com.